# Willard (Ohio)
Willard es una ciudad ubicada en el condado de Huron en el estado estadounidense de Ohio. En el Censo de 2010 tenía una población de 6236 habitantes y una densidad poblacional de 675 personas por km².

## Geografía
Willard se encuentra ubicada en las coordenadas 41°3′7″N 82°43′25″O / 41.05194, -82.72361. Según la Oficina del Censo de los Estados Unidos, Willard tiene una superficie total de 9.24 km², de la cual 9.19 km² corresponden a tierra firme y (0.5%) 0.05 km² es agua.

## Demografía
Según el censo de 2010, había 6236 personas residiendo en Willard. La densidad de población era de 675 hab./km². De los 6236 habitantes, Willard estaba compuesto por el 90.03% blancos, el 1.76% eran afroamericanos, el 0.16% eran amerindios, el 0.24% eran asiáticos, el 0.03% eran isleños del Pacífico, el 5.64% eran de otras razas y el 2.13% pertenecían a dos o más razas. Del total de la población el 18.87% eran hispanos o latinos de cualquier raza.